# Francis Pelegri
Francis Pelegri (* 6. Mai 1952) ist ein ehemaliger französischer Leichtgewichts-Ruderer. 
Bei den Weltmeisterschaften 1975 in Nottingham siegten im Leichtgewichts-Vierer ohne Steuermann die Franzosen Francis Pelegri, Michel Picard, André Coupat und André Picard vor den Briten und den Australiern. 1976 in Villach konnten die vier Franzosen ihren Titel verteidigen und siegten vor Norwegern und Dänen. 1977 in Amsterdam gewannen die Franzosen ihren dritten Titel in Folge, diesmal vor den Australiern und den Niederländern.